# Novaki (Maruševec)
Novaki is een plaats in de gemeente Maruševec in de Kroatische provincie Varaždin. De plaats telt 549 inwoners (2001).